# كوبي مويال
كوبي مويال (بالعبرية: קובי מויאל‏) هو لاعب كرة قدم إسرائيلي في مركز الوسط، ولد في 12 يونيو 1987 في معاليه أدوميم في الضفة الغربية. شارك مع منتخب إسرائيل لكرة القدم. أما مع النوادي، فقد لعب مع بيتار القدس ومكابي حيفا ونادي بني يهودا تل أبيب ونادي شريف تيراسبول.

## وصلات خارجية
- كوبي مويال على موقع قاعدة بيانات كرة القدم.إي يو (الإنجليزية)
- كوبي مويال على موقع ناشيونال فوتبول تيمز (الإنجليزية)
- كوبي مويال على موقع Soccerway.com (الإنجليزية)
- كوبي مويال على موقع AS.com (الإسبانية)